# Meta (album)
Meta je sedmi studijski album mađarskog avangardnog metal sastava Thy Catafalque. Album je 16. rujna 2016. godine objavila diskografska kuća Season of Mist.

## Popis pjesama
| 1.    | »Uránia«                       | 6:59  |
| 2.    | »Sirály«                       | 6:11  |
| 3.    | »10⁻²⁰ Ångström«               | 4:02  |
| 4.    | »Ixión Düün«                   | 9:08  |
| 5.    | »Ősszel otthon« (instrumental) | 4:44  |
| 6.    | »Malmok járnak«                | 21:16 |
| 7.    | »Vonatút az éjszakában«        | 5:56  |
| 8.    | »Mezolit«                      | 6:30  |
| 9.    | »Fehérvasárnap«                | 2:00  |
| 66:46 |                                |       |

## Zasluge
Thy Catafalque
- Tamás Kátai – vokali, gitara, bas-gitara, klavijature, semplovi, programiranje

Dodatni glazbenici
- Attila Bakos – vokali (na pjesmi 1)
- Judit Csere – violončelo (na pjesmi 2)
- Ágnes Tóth – sopran (na pjesmi 2)
- Balázs Tóth – solo gitara (na pjesmi 4)
- Orsolya Fogarasi – vokali (na pjesmi 6)
- Zoltán Kónya – vokali (na pjesmi 6)
- Luci Holland – oboa (na pjesmi 6)
- Gyula Vasvári – vokali (na pjesmama 7 i 8)
- Lambert Lédeczy – vokali (na pjesmi 8)

Ostalo osoblje
- Agnessa Kessiakova – naslovnica